# Poblat ibèric fortificat de la Lloma Comuna
El poblat ibèric fortificat de la Lloma Comuna (Castellfort) és un poblat habitat durant el període de ferro antic (segle VII aC) i durant l'ibèric ple (s. VI – s. III aC); té 6.000 metres quadrats i està delimitat per una muralla. Existia una muralla exterior i al seu entorn hi havia edificis construïts perpendicularment a la muralla. El jaciment conserva els accessos situats a l'est i oest. En època ibèrica l'espai que s'ocupa és al sud de l'àrea, amb nous edificis, un graner elevat, i una torre de planta ovalada de maçoneria de grans pedres travades amb terra.